# Carex laticeps
Carex laticeps är en halvgräsart som beskrevs av Charles Baron Clarke och Adrien René Franchet. Carex laticeps ingår i släktet starrar, och familjen halvgräs. Inga underarter finns listade i Catalogue of Life.